# Scapulaire de saint Dominique

Scapulaire de saint Dominique

Le scapulaire de saint Dominique est un scapulaire catholique associé aux dominicains et réservé aux membres des fraternités laïques dominicaines. 

## Description
Le scapulaire est fait de laine et cordon blanc, les images ne sont pas nécessaires mais on trouve souvent la croix dominicaine ou l'image de saint Dominique à genoux devant le crucifix d'un côté et le bienheureux Réginald d'Orléans, recevant l'habit des mains de la Vierge de l'autre. 

## Origine
À l'origine, les membres des fraternités laïques dominicaines portent un habit long ou arrivant aux genoux qui est ensuite réservé aux membres du tiers-ordre vivant en communauté. Actuellement le scapulaire est imposé le jour de la profession

## Approbation
Le scapulaire est approuvé le 23 novembre 1903 par Pie X avec une indulgence de 300 jours en faveur de tous les fidèles qui le portent et le baise dévotement.